# Javni tužilac
Javni tužilac je stranka u krivičnom postupku i vršilac nadležnosti javnog tužilaštva.

## Nadležnosti
Prije svega, tužilac u krivičnom postupku nastupa u dvostrukoj ulozi; u ulozi stranke u krivičnom postupku, ravnopravne sa okrivljenim kao drugom strankom u krivičnom postupku, a javlja se i u ulozi državnog organa zaduženog da u krivičnom postupku zastupa državne (društvene) interese koji su usmjereni ka utvrđivanju istine, odnosno načela da niko nevin ne bude osuđen, a da se krivcu izrekne krivična sankcija. Na tom putu on kao državni organ mora da vodi računa i o interesima druge stranke u postupku, što nije slučaj sa građanskim postupkom i cilj njegove procesne djelatnosti se ne sastoji u postizanju sudske odluke koja će po svaku cijenu ići na štetu druge stranke u postupku, nego u donošenju zakonite odluke. Uostalom, on je ovlašćen da izjavi žalbu i u korist i na štetu okrivljenog. Zbog toga što se ne brine samo o državnom interesu, nego i o javnom.
Po definiciji javni tužilac je samostalni državni organ koji po svom radu podliježe ustavu i zakonu. I sud ima atribut samostalni, te su po tom obilježju ova dva organa slična. Međutim, sud osim samostalnosti uz svoje ime veže i atribut nezavisnosti što državni tužilac nema, mada u literaturi ima mišljenja da je i državni tužilac nezavisan u svom radu iako se to u zakonu ne ističe.
Dakle, javni tužilac je po svojoj prirodi poseban pravosudno-upravni organ, ustanovljen da, sarađujući sa sudom, vrši pravosudno-upravnu funkciju, podjednako odvojen i od suda i od uprave. Najvažnija funkcija državnog tužioca jeste gonjenje učinilaca krivičnih djela, shodno načelu oficijelnosti legaliteta krivičnog gonjenja. Osim toga on je ovlašćen da ulaže pravna sredstva radi zaštite ustavnosti i zakonitosti ako se pitanja ustavnosti i zakonitosti pojave u njegovom radu.
Položaj javnog tužioca u krivičnom postupku determinisan je pravima i dužnostima koje on ima kao stranka u krivičnom postupku i kao državni organ. Neke radnje koje preduzima su istovremeno i njegovo pravo i dužnost. Osnovno pravo i osnovna dužnost državnog tužioca je gonjenje učinilaca krivičnih djela. Radi realizacije tog prava i dužnosti djelatnost državnog tužioca se odvija ne samo u krivičnom postupku, čiji inicijator treba da bude, nego i prije krivičnog postupka. Ta njegova djelatnost prije krivičnog postupka odvija se u pred krivičnom postupku i on je upravo rukovodilac pred krivičnog postupka, čiji je zadatak da se prikupe dokazi i podaci na osnovu kojih bi se postigao potreban stepen saznanja o krivičnom djelu i učiniocu potreban za pokretanje krivičnog postupka , a to je osnovana sumnja.

## Dužnosti
Za krivična djela za koja goni po službenoj dužnosti državni tužilac je dužan:
1. da zahtijeva sprovođenje istrage i usmjerava tok prethodnog krivičnog postupka,
2. da podiže i zastupa optužnicu,
3. da izjavljuje žalbe protiv nepravosnažnih sudskih odluka i da podnosi vanredne pravne ljekove protiv pravosnažnih odluka,
4. da vrši i druge radnje određene Zakonom o krivičnom postupku (ZKP).

Rukovodna uloga javnog tužioca u predkrivičnom postupku realizuje se na taj način što su svi drugi organi koji učestvuju u tom postupku dužni da o preduzetim radnjama obavijeste državnog tužioca. Osim toga dužni su da i da postupe po svakom zahtjevu državnog tužioca, što se posebno odnosi na organ unutrašnjih poslova. O pravilima i dužnostima državnog tužioca govori se i u drugim odredbama ZKP, posvećenim određenim stadijima i fazama. Blagovremeno preduzimanje radnji na planu krivičnog gonjenja od strane državnog tužioca je veoma značajno, pa je radi toga predviđena mogućnost da i nadležni državni tužilac preduzme radnje kada postoji opasnost od odlaganja, ali o tome mora da obavijesti nadležnog državnog tužioca.
Zakonom o Javnom tužilaštvu se uređuje osnivanje, organizacija, nadležnost i druga pitanja od značaja za rad javnog tužioca. Državni tužilac je samostalan i nezavisan u svom radu i svoju funkciju vrši na osnovu Ustava, zakona i međunarodno ratifikovanih ugovora.

## Crna Gora
U Zakonu o državnom tužiocu Crne Gore su uvedene još dvije funkcije ovog organa: to je zastupanje Republike u imovinskopravnim odnosima, i da je ovlašćen da sa organima unutrašnjih poslova utvrđuje i preduzima mjere na otkrivanju kažnjivih djela i njihovih učinilaca. Državni tužilac obavještava javnost o stanju kriminaliteta i drugim pojavama koje zapazi u svom radu, a ako to ne šteti interesima krivičnog postupka, a ima društveni značaj može obavještavati javnost o stvari po kojoj postupa.
Organizacija i uređenje državnog tužioca je u zakonskoj nadležnosti Republike Crne Gore. U tim zakonskim aktima sadržana su i određena načela na kojima je izgrađen i uređen ovaj državni organ. Na prvom mjestu to su načelo jedinstva i nedjeljivosti državnog tužioca. Iz ovih načela proizilaze i druga načela kao što su: načelo hijerarhije, načelo devolucije i supstitucije,i načelo monokratskog odlučivanja.
Što se tiče organizacije ovog organa u Crnoj Gori postoji vrhovni državni tužilac, viši državni tužilac i osnovni državni tužilac. Tužilac svakog ranga ima određeni broj zamjenika koji obavljaju poslove koje im povjeri tužilac, odnosno svaku radnju na koju je tužilac ovlašćen.

## Jurisdikcije običajnog prava

### Australija
Tužioci u Australiji postoje u nekoliko različitih oblika. Tužioci za manje krivične predmete u nižim sudovima su policijski narednici sa stažom u tužilaštvu i advokaturi u trajanju od otprilike jedne godine, iako mogu imati diplomu pravnika. Krunski tužioci su uvek advokati, i tipično baristeri, i oni predstavljaju državu ili Komonvelt u ozbiljnim krivičnim predmetima na višim sudovima, Okružnom sudu i iznad. Pored policijskih i krunskih tužilaca, vladine agencije imaju ovlašćenje da imenuju neadvokate da krivično gone u njihovo ime, kao što su inspektori RSPCA.

### Kanada
U Kanadi, javni tužioci u većini provincija se zovu krunski advokat ili krunski savetnik. Obično ih imenuje provincijalni državni tužilac.

### Engleska i Vels
Tužilaštvo u Engleskoj i Velsu je veoma raznoliko, što znači da se „tužilac“ može odnositi na više različitih pojedinaca i uloga.

#### Tipovi tužioca
Primarni tužilac u jurisdikciji je Krunsko tužilaštvo (CPS) koje vodi direktor javnog tužilaštva (DPP). CPS krivično progoni u ime Krune i takođe pokreće krivična gonjenja koja potiču iz policijskih istraga. Dok OPP mora biti odgovarajuće kvalifikovan advokat prema članu 71 Zakona o sudovima i pravnim službama iz 1990. godine, DPP ne preuzima sam slučajeve i umesto toga igra administrativnu i vodeću ulogu. Na ovaj način, iako se DPP može nazvati 'tužiocem', pojedinac u toj ulozi ne bi predavao nijedan slučaj sudu. Direktora javnog tužilaštva imenuje državni pravobranilac, i državni pravobranilac takođe ima nadzorna ovlašćenja kao 'sponzor' CPS-a, međutim, CPS je nezavisno telo i državni pravobranilac ne može da rukovodi pojedinačnim krivičnim gonjenjima. Za razliku od Sjedinjenih Američkih Država i drugih jurisdikcija, državni pravobranilac nije tužilac u Engleskoj i Velsu. Umesto toga, uloga je politička kancelarija glavnog pravnog savetnika izvršne vlasti.
Krunski tužioci su advokati koji rade za CPS. Oni su odgovorni za istraživanje, savetovanje policijskih istraga, pripremu predmeta za suđenje i ponekad predstavljanje slučaja na suđenju. Ovi advokati se takođe mogu nazvati „tužiocima“. Brojna druga tela imaju ovlašćenja da pokrenu krivično gonjenje u Engleskoj i Velsu, uključujući Kancelariju za ozbiljne prevare (SFO), Službeno tužilaštvo i Upravu za finansijsko ponašanje (FCA). Ove organizacije i njihovi pravni zastupnici mogu se nazvati „tužiocima“. To važi i za svaku osobu, organizaciju ili njihove predstavnike tokom privatnog tuženja.

## Literatura
- Barzilai, Gad (2010). The Attorney General and the State Prosecutor: Is Institutional Separation Warranted?. Jerusalem: The Israel Democracy Institute..  Архивирано на веб-сајту  (4. јул 2012)
- Hugo Nigro Mazzilli (2001). Regime Juridico do Ministério Público., 5ª edição, São Paulo: Saraiva,
- Raoul Muhm, Gian Carlo Caselli (Hrsg.) (2005). Die Rolle des Staatsanwaltes Erfahrungen in Europa–Il ruolo del Pubblico Ministero Esperienze in Europa–Le role du Magistrat du Parquet Expériences en Europe–The role of the Public Prosecutor Experiences in Europe. Vecchiarelli Editore Manziana (Roma). ISBN 978-88-8247-156-9..
- Raoul Muhm, "The role of the Public Prosecutor in Germany" in The Irish Jurist, Volume XXXVIII, New Series 2003, The Law Faculty, University College, Dublin
- Maurel, Erick (2008). Paroles de procureur. Paris: Gallimard. ISBN 978-2-07-011977-6.
- „Archived copy” (PDF). Архивирано из оригинала (PDF) 2011-02-18. г. Приступљено 2011-02-19.
- „Order 55, Rule 4 of The Rules of the Supreme Court (WA) 1971” (PDF).
- „Friendlyjordies' Jordan Shanks and ClubsNSW whistleblower face criminal contempt proceedings”. The Guardian. 2. 9. 2022. Приступљено 26. 2. 2023.
- News 7 Belize. „Private Prosecution Against Penner Thrown Out!”. 7newsbelize.com. Приступљено 2014-11-26.
- „Attorney speak on roadblocks in private prosecution of Elvin Penner | Channel5Belize.com”. edition.channel5belize.com. Архивирано из оригинала 06. 05. 2023. г. Приступљено 2014-11-26.